# Protagoras
Protagoras (/proʊˈtæɡərəs/; tiếng Hy Lạp: Πρωταγόρας, 490 TCN-420 TCN) là nhà triết học người Hy Lạp. 

## Tiểu sử[2]
Protagoras sinh vào năm 480 trước Công nguyên tại Avdira, Hy Lạp. Xuất thân của nhà triết học này là bình dân. Ông có cuộc gặp gỡ với Democritus. Đây là cuộc gặp gỡ quan trọng với cuộc đời của Protagoras. Kinh ngạc trước trí tuệ của Protagoras, Democritus đã khuyến khích theo học triết học. Và chính Democritus là người che chở cho Protagoras trên con đường học vấn của Protagoras. Chính vì thế, Protagoras nhanh chóng trở thành một nhà ngụy biện nổi tiếng và ông được gọi là hiền nhân. Protagoras đến Athens vào năm 445 TCN. Ở đây, ông trở thành người bạn của nhà chính khách Pericles; cũng ở đây, thủ đô của Hy Lạp, ông giành được danh tiếng với tư cách là thầy giáo và nhà triết học. Bị buộc tội bất kính, ông lưu đày và chết trên con đường đến đảo Sicilia.

## Sự nghiệp

### Tóm tắt
Protagoras tự nhận mình là một nhà ngụy biện. Ông có nhiều đóng góp trong nhiều lĩnh vực. Georg Wilhelm Friedrich Hegel đã nhận xét rằng Protagoras "không chỉ là một thầy dạy học như các nhà ngụy biện khác mà còn là một nhà tư tưởng xác đáng và sâu sắc, một nhà triết học suy ngẫm về các vấn đề đại cương cơ bản". Do xuất thân cộng thêm việc quen lao động nên Protagoras là nhà triết học đầu tiên ở Hy Lạp cổ đại biết kết hợp giữa hoạt động lý luận và thực tiễn. Nền tảng những suy luận của ông là một học thuyết mà theo đó, không có gì tốt hay xấu, thật hay giả một cách hoàn toàn; con người tự quyết cho chính mình.

### Những nghiên cứu

#### Kế thừa quan điểm củaHeraclitus[5]
Tư tưởng của Protagoras là sự kế thừa quan điểm dòng chảy của Heraclitus. Nếu Heraclitus cho rằng các sự vật giống như dòng sông không ngừng tuôn chảy, tức là chúng tồn tại trong biến đổi thì Protagoras còn khẳng định thêm là không phải chỉ có sự vật biến đổi mà ngay cả chủ thể nhận thức cũng biến đổi.
Khẳng định "các nguyên nhân cơ bản của tất cả các hiện tượng đều ở trong vật chất", nhưng Protagoras lại không quan tâm đến thuộc tính khách quan của vật chất cũng như sự hiện diện của mọi khởi đầu mang tính bản nguyên của vật chất. Thay vào đó, ông say sưa và bằng lòng với quan niệm "vật chất trôi chảy". Protagoras xem đó như là một đối trọng với quan điểm của Heraclitus ("mọi cái đều trôi đi"). 
| “            | Vật chất luôn luôn biến đổi, và khi biến đổi, thay thế cho những mất mát của nó sẽ xuất hiện những sự bổ sung không ngừng | ” |
| — Protagoras | |   |

Vậy, "vật chất trôi đi" không giống như dòng sông sợ bị cạn nguồn mà sự trôi đi không gì khác hơn là sự vật này thay thế sự vật khác. Vì thế, không có cái gì tồn tại tự nó mà mọi sự vật đều có mối liên hệ chặt chẽ với nhau.
| “            | Không có cái gì là tự nó, tất cả luôn luôn hình thành trong mối liên hệ cái gì đó | ” |
| — Protagoras |                                                                                   |   |

Và trong quá trình trôi đi theo suy nghĩ của Protagoras, do mỗi sự vật đều chứa mâu thuẫn nên chúng không ngừng tạo thành cái đối lập với nó.

#### Nhận thức luận[6]
Protagoras đứng trên lập trường duy tâm để nói lên quan điểm của mình. Ông phủ nhận vai trò của nhận thức lý tính, đề cao vai trò của cảm giác. Theo ông, cảm giác là nguồn gốc của mọi sự vật, "cảm giác như thế nào thì sự vật tồn tại như thế đó".
Với lập trường duy tâm chủ quan, Protagoras đã bác bỏ những thuộc tính khách quan vốn có của sự vật hiện tượng mà cho rằng chúng tồn tại thế này hay thế kia là do các giác quan của chủ thể nhận thức quy định.
| “            | Cùng đón một làn gió thổi, người cảm thấy mát, người cảm thấy lạnh, lại có người cảm thấy rét run lên. Do vậy trên thực tế không thể nói làn gió đó lạnh hay không | ” |
| — Protagoras | |   |

Vì thế, cùng một sự vật, có thể có nhiều cách cảm nhận khác nhau, nên có những ý kiến khác nhau là điều bình thường.
Tuy đã thừa nhận về sự hiện diện của những quan niệm đối lập trong tư duy, "mỗi suy luận đều đúng với một suy luận đối lập tương đối", Protagoras lại khai triển theo logic của chủ nghĩa tương đối và hiểu như hai cái tách biệt nhau. Ông cho rằng khi đánh giá về một sự vật mà có hai ý kiến trái ngược nhau (ông cho rằng đó là đối lập) thì phải thừa nhận cả hai đều đúng ("mọi ý kiến đều chân thực"). Với ông, chân lý khách quan đã chuyển thành chân lý chủ quan, chân lý phụ thuộc vào chủ thể nhận thức.

#### Quan điểm vềcon người[7]
| “            | Con người là thước đo của vạn vật, tồn tại vì chúng tồn tại, không tồn tại vì chúng không tồn tại | ” |
| — Protagoras |                                                                                                   |   |

Đây là một luận điểm nổi tiếng của nhà ngụy biện Protagoras. Nó được hiểu theo nhiều cách khác nhau. 
- Plato cho rằng Protagoras nêu luận điểm này để khẳng định con người là chủ thể dạng trực quan của các sự vật, đồng thời khẳng định mối quan hệ giữa con người và các sự vậtː con người chỉ trở thành thước đo của vạn vật khi biết cải tạo các sự vật ở xung quanh mình và biết tạo ra các sự vật mới bằng chính tay của mình. Minh họa cho ý kiến trên, Plato có lưu ý rằng Protagoras có khoe đôi tay của ông làm nên mọi thứ.
- Sextus Empiricus tán thành ý kiến của Plato. Ông còn đi sâu hơn quan điểm của nhà triết học vĩ đại này khi cho rằng thước đo được đề cập trong luận điểm của Protagoras trở thành tiêu chuẩn, còn sự vật là công việc, là cái làm được. Sextus Empicurus đã diễn giải nó như sauː con người là tiêu chuẩn của mọi công việc. Từ luận điểm nổi tiếng, Protagoras đã phỏng đoán được mối quan hệ giữa con người và tự nhiên trong quá trình sản xuất.

Nói chung, dù hiểu theo cách nào đi chăng nữa, quan điểm của Protagoras mang ý đề cao con người.

#### Một nhà ngụy biện[8]
Là một nhà ngụy biện trứ danh, Protagoras truyền dạy nhiều thủ thuật mang tính trò chơi của trí tuệ (lúc đó chúng được gọi là thế) cho những người học trò của mình. Ấy thê mà từ đó, ông lại phát hiện ra những quy tắc của ngữ pháp, hình thành sự phân loại cho các danh từ, các kiểu hành văn và còn nhiều hơn thế. Rõ ràng ông có đóng góp lớn cho sự phát triển của môn tu từ học.
Cùng điểm một số trò chơi của trí tuệ của Protagorasː
- 5 là 2 cộng với 3. 2 là số chẵn, 3 là số lẻ. Hóa ra 5 vừa chẵn vừa lẻ.
- Động vật là cái có linh hồn. Động vật của tôi là cái tôi có quyền sử dụng theo ý của tôi. Do vậy, tôi có quyền sử dụng động của tôi theo ý của tôi. Thần linh của tôi kế thừa từ cha tôi và được sở hữu bởi tôi. Thần linh có linh hồn, do vậy chúng là động vật. Có thể hành động với thần linh của tôi theo ý của tôi.
- Con chó này có con, tức nó là bố. Đây là con chó của anh, tức nó là bố anh. Anh đánh nó, tức là anh đánh bố anh.
- Khi người ta dạy người nào đó, người dạy muốn học trò của mình trở nên thông thái và không còn ngu dốt. Tức là người dạy muốn học trò của mình không còn là người mà học trò đang đảm nhiệm, tức là trở thành người khác với người học trò hiện tại. Do vậy, người dạy muốn chuyển học trò từ trạng thái tồn tại sang trạng thái không tồn tại, tức là thủ tiêu người học trò.

### Ảnh hưởng
Sau này, Plato có bác bỏ học thuyết của Protagoras. Tư tưởng của Protagoras cũng ảnh hưởng đến giám mục George Berkeley.

### Tác phẩm[2]
- Về thần linh
- Khoa học tranh luận
- Về trật tự ban đầu của vạn vật
- Về nhà nước
- Về đức hạnh
- Chân lý
- Cái thực tồn
- Lời nói vĩ đại